# Major Gercino
Major Gercino is een gemeente in de Braziliaanse deelstaat Santa Catarina. In 2010 telde de gemeente 3.279 inwoners.

## Aangrenzende gemeenten
De gemeente grenst aan Angelina, Antônio Carlos, Leoberto Leal, Nova Trento en São João Batista.